# Сельдяной канал
Сельдяно́й канал — ныне засыпанный тупиковый канал в Санкт-Петербурге, находился в южной части Гутуевского острова.

## История
Был прорыт в 1827—1828 годах от реки Екатерингофка, перпендикулярно её руслу, с целью поднятия уровня земли на Гутуевском острове. (Решение о поднятии уровня земли было принято после разрушительного наводнения в ноябре 1824 года).
Название получил от располагавшегося на острове Сельдяного буяна (складов сельди и другой рыбы). Официально название было утверждено в 1887 году. От Сельдяного канала получили имена ныне не сохранившиеся набережная Сельдяного канала (шла вдоль северной части канала) и Сельдяная улица (шла от набережной канала до Двинской улицы параллельно набережной реки Екатерингофки).
В 1901 году был расширен настолько, что его устье почти слилось с рекой Ольховкой. Позже часть Сельдяного канала засыпана. Оставшийся участок, длиной около 100 м, вошёл в состав акватории Морского торгового порта; в связи с этим в январе 1964 год название Сельдяной канал было упразднено. Тем не менее оно до сих пор употребляется неофициально, в том числе в СМИ.
3 июня 2002 года обрушился один из корпусов общежития Балтийского морского пароходства (Двинская улица, д. 8, корп. 3). В результате трагедии погибло четыре человека, двое из них — подростки. Наиболее вероятной причиной трагедии была признана просадка фундамента. Девятиэтажное типовое здание общежития было построено на том месте, где когда-то проходило русло Сельдяного канала. По состоянию на 2007 год продолжалась просадка соседних типовых зданий, из-за чего встал вопрос об их расселении.

## Географические сведения
Имел в длину 450 м, с ответвлением посередине канала длиной 200 м. В 2010 году мост, перекинутый через сохранившуюся тупиковую часть канала на территории Морского торгового порта, получил название Сельдяной. Однако, чтобы расширить набережную реки Екатерингофки для устройства съезда с Западного скоростного диаметра, осенью 2011 года остатки Сельдяного канала были заключены в трубу и засыпаны, а Сельдяной мост — разобран.